# Ian Edwards (calciatore 1955)
Robert Ian Edwards (Rossett, 30 gennaio 1955) è un ex calciatore gallese, di ruolo centrocampista.

## Carriera

### Giocatore

#### Club
Tra il 1971 ed il 1973 ha giocato a livello semiprofessionistico con i gallesi del Rhyl (militanti nelle serie minori inglesi in quanto all'epoca il Galles non aveva ancora un proprio campionato nazionale); nel calciomercato invernale della stagione 1972-1973 diventa professionista con il West Bromwich, club della prima divisione inglese, che a fine stagione retrocede in seconda divisione. L'effettivo esordio di Edwards tra i professionisti avviene infatti in questa categoria, nella quale durante la stagione 1973-1974 realizza 2 reti in 7 presenze, a cui aggiunge poi una rete in ulteriori 5 presenze nella stagione 1974-1975, terminata con una promozione in prima divisione, categoria in cui l'attaccante gallese esordisce l'11 settembre 1976 in una partita vinta per 1-0 sul campo del Birmingham City, che è la prima delle sue 4 presenze stagionali in campionato durante la stagione 1976-1977, nella quale a stagione in corso viene poi ceduto in terza divisione al Chester City, con cui conclude l'annata realizzando 5 reti in 17 partite di campionato giocate.

#### Nazionale
Tra il 1977 ed il 1978 ha giocato 2 partite con la nazionale gallese Under-21.
Ha esordito in nazionale il 20 settembre 1977 in una partita amichevole pareggiata per 0-0 sul campo del Kuwait.
Il 25 ottobre 1978 ha realizzato 4 reti nella partita di qualificazione agli Europei del 1980 vinta per 7-0 in casa contro Malta; sempre nel medesimo torneo di qualificazione ha poi giocato ulteriori 2 partite (la sconfitta casalinga per 2-0 del 2 maggio 1979 contro la Germania e la sconfitta per 1-0 del 21 novembre 1979 contro la Turchia) senza segnare ulteriori reti.
Nella stagione 1977-1978 continua a giocare da titolare al Chester City, con cui trova però la via del gol solamente in 6 occasioni in 33 partite giocate; di ben altro livello è invece la stagione 1978-1979, nella quale grazie alle sue 20 reti (in 39 presenze) è tra l'altro anche il capocannoniere stagionale del club, con cui raggiunge anche la semifinale di Coppa del Galles (torneo a cui i Seals venivano tradizionalmente invitati pur essendo tecnicamente afferenti alla federazione inglese). Nella stagione 1979-1980 Edwards segna altre 5 reti in 15 presenze con il club biancazzurro che poi a stagione iniziata lo cede al Wrexham, club gallese militante nella seconda divisione inglese: con la maglia dei Red Dragons l'attaccante segna 3 reti in 20 partite giocate, per poi invece segnare 6 reti in 26 presenze nella stagione 1980-1981 ed 11 reti in 30 presenze nella stagione 1981-1982, terminata la quale viene ceduto ai londinesi del Crystal Palace, con cui disputa un'ultima stagione da professionista (anche a causa dei continui infortuni) segnando 4 reti in 18 presenze nella seconda divisione inglese. Si ritira poi definitivamente nel 1985, dopo un biennio trascorso giocando a livello semiprofessionistico con i gallesi di Mold Alexandra e Porthmadog.

### Allenatore
Nella stagione 1994-1995 ha allenato il Porthmadog nella prima divisione gallese.

## Palmarès

### Giocatore

#### Competizioni regionali
- Cheshire County League: 1

Rhyl: 1971-1972